# Kelurahan Tanjung (administrativ by i Indonesien, Nusa Tenggara Barat, lat -8,65, long 116,58)
Kelurahan Tanjung är en administrativ by i Indonesien.   Den ligger i provinsen Nusa Tenggara Barat, i den sydvästra delen av landet, 1 100 km öster om huvudstaden Jakarta. Kelurahan Tanjung ligger på ön Lombok Island.